# منتخب فلسطين تحت 20 سنة لكرة القدم

منتخب فلسطين تحت 20 سنة لكرة القدم هو الممثل الرسمي لدولة فلسطين في منافسات كرة القدم الدولية لفئة الشباب تحت 20 سنة، ويشرف عليه الاتحاد الفلسطيني لكرة القدم، تحت مظلة الاتحاد الآسيوي لكرة القدم. يُعرف المنتخب بلقب "الفدائيون الصغار".

## المشاركات الدولية
شارك المنتخب في العديد من البطولات الإقليمية والدولية مثل كأس العرب للشباب، وبطولة غرب آسيا تحت 19 سنة، كما شارك في التصفيات المؤهلة إلى كأس آسيا تحت 20 سنة.
في كأس العرب للشباب 2022 التي أُقيمت في المملكة العربية السعودية، حقق المنتخب الفلسطيني أداءً لافتًا ونجح في التأهل إلى الدور نصف النهائي لأول مرة في تاريخه، قبل أن يُقصى على يد المنتخب السعودي.

## الطاقم الفني
يضم الجهاز الفني للمنتخب مجموعة من المدربين المحليين ذوي الخبرة، ويُشرف على المنتخب حالياً المدرب الفلسطيني وصفي لافي، والذي قاد الفريق في بطولة كأس العرب 2022.

## تطور المنتخب
شهد منتخب فلسطين تحت 20 سنة تطورًا ملحوظًا في السنوات الأخيرة، حيث أصبح يشكّل قاعدة أساسية لإعداد لاعبي المنتخب الأول، ويتم دعم الفريق من خلال معسكرات تدريبية داخلية وخارجية بتمويل من الاتحاد الفلسطيني وجهات داعمة.